# Pouvoir germinatif
Le pouvoir germinatif définit l'aptitude d'une graine à germer, soit la durée maximale qu'une graine peut consentir avant de perdre la capacité de germer, quand l'ensemble des conditions sont réunies.

## Classification
Cette durée est extrêmement variable ; elle permet de classer grossièrement les plantes en trois catégories :
- les plantes microbiontiques, dont le pouvoir germinatif est de quelques semaines à quelques années au maximum : 6 mois pour le Peuplier... La particularité des graines microbiontiques est leur tégument relativement fin, ainsi, celui-ci est perméable à l'air. De plus, les réserves de ces graines sont généralement composées lipides qui s'oxydent facilement à l'air. Par conséquent, les lipides des graines microbiontiques ont tendance à s'oxyder en formant des produits toxiques pour la plante ;
- les plantes mésobiontiques, dont le pouvoir germinatif est de 2 à 5 ans environ regroupant la majorité des graines : 3 ans pour les Radis, 4 ans pour le Melon, 6 ans pour la Chicorée...  Les graines mésobiontiques possèdent un tégument plus épais que les graines microbiontiques. La composition de leurs reserves est plus équilibrée, comme chez la graine de Tournesol qui contient environ 1/3 de lipides, 1/2 de glucides et 1/5 de protéines ;
- les plantes macrobiontiques, dont le pouvoir germinatif excède fréquemment la décennie : centaine d'années pour Cassia fistula, 2000 ans pour le Palmier dattier... Les graines macrobiontiques se caractérisent généralement par un tégument relativement épais. Leurs réserves se constituent majoritairement de glucides et de peu de lipides.

## Aspects
Classiquement, on remarquera différents aspects dans la diversité du pouvoir germinatif :
- les graines aux réserves faites d'amidon sont aptes à le conserver longtemps, comme les céréales ;
- le pouvoir germinatif peut s’accroître pendant 1 ou 2 ans après la dissémination, chez certaines espèces ;
- en général, les graines des espèces sauvages ont une longévité supérieure aux graines de plantes cultivées, soit l'ordre de 20 à 30 ans.